# George-Daniel de Monfreid
George-Daniel de Monfreid, genannt Géo de Monfreid, (* 14. März 1856 in Paris; † 26. November 1929 in Corneilla-de-Conflent, Département Pyrénées-Orientales) war ein französischer Kunstsammler und Maler. Er war stilistisch ein Impressionist und Pointillist.

## Leben

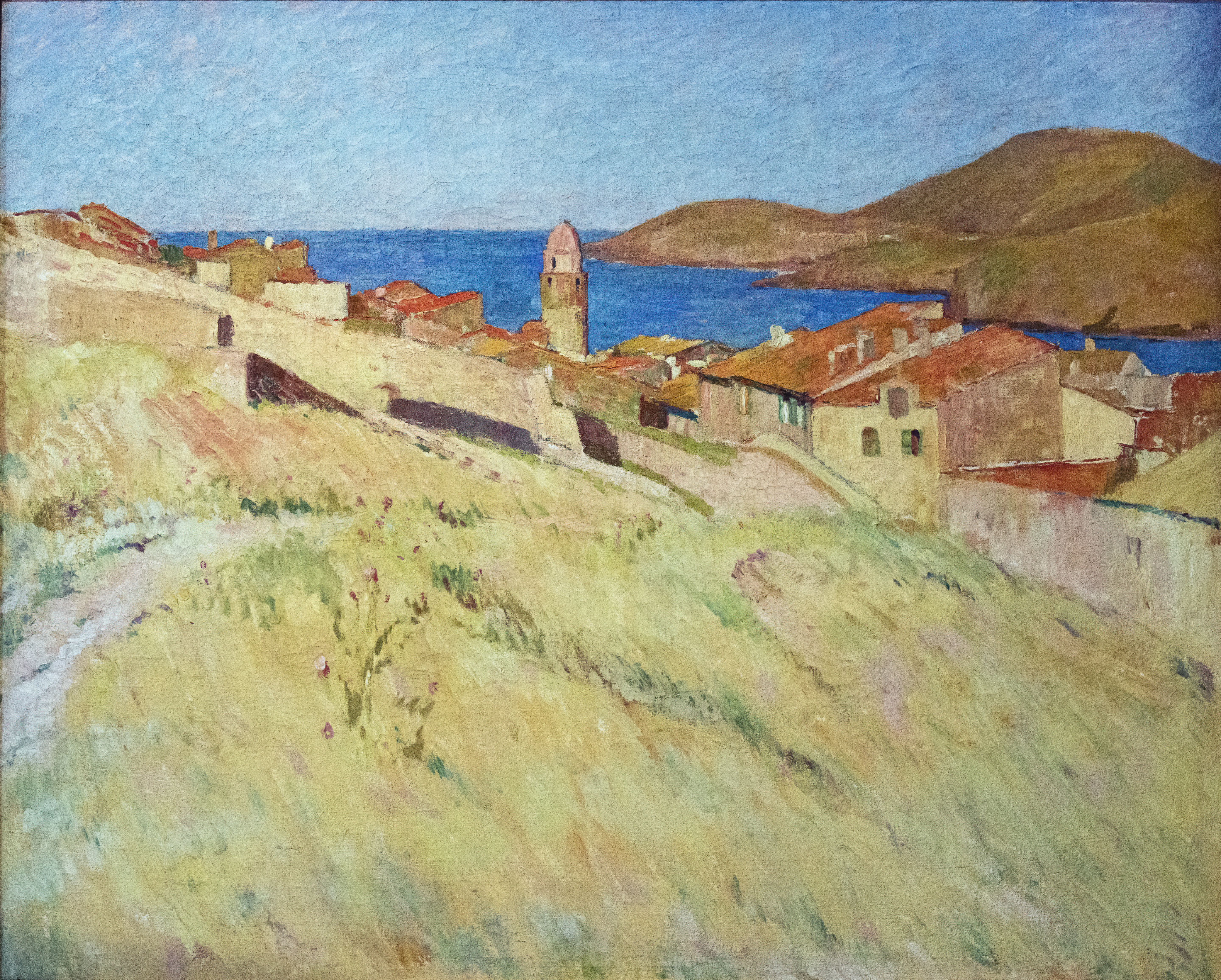
Landschaft von Collioure Musée Toulouse-Lautrec Albi

Monfreid soll nach einer erst 21 Jahre nach seiner Geburt in Paris erstellten Geburtsurkunde angeblich in den USA in New York geboren worden sein. Seine Mutter war die Opernsängerin Marguerite Barrière (1822–1903) und sein Vater war angeblich ein Marineoffizier namens Charles de Monfreid. Nach anderen Angaben war er der uneheliche Sohn eines Gédéon Reed aus einer Liaison mit der Sängerin.
Er verbrachte nahezu seine gesamte Kindheit und Jugend in Südfrankreich (Département Aude), wo seine Eltern herstammten. Dort konnte er immer wieder Künstler bewundern, die en plein air malten und deshalb entschied er sich auch schon früh, ebenfalls Maler zu werden. Er ging nach Paris und wurde dort Schüler an der Académie Julian. Während dieser Zeit machte er u. a. die Bekanntschaft mit Paul Gauguin, Aristide Maillol, Victor Segalen und Paul Verlaine. Zusammen mit seinem Freund und Kollegen Gustave Fayet war Monfreid der erste, der die Kunst Gauguins erkannte und dessen Bilder auch sammelte. Monfreid gilt auch als der erste Biograph Gauguins. Mit 73 Jahren starb de Monfreid in Corneilla-de-Conflent und fand dort auch seine letzte Ruhestätte.
Sein Sohn ist der Schriftsteller Henri de Monfreid (1879–1974).